# Stig Ghylfe

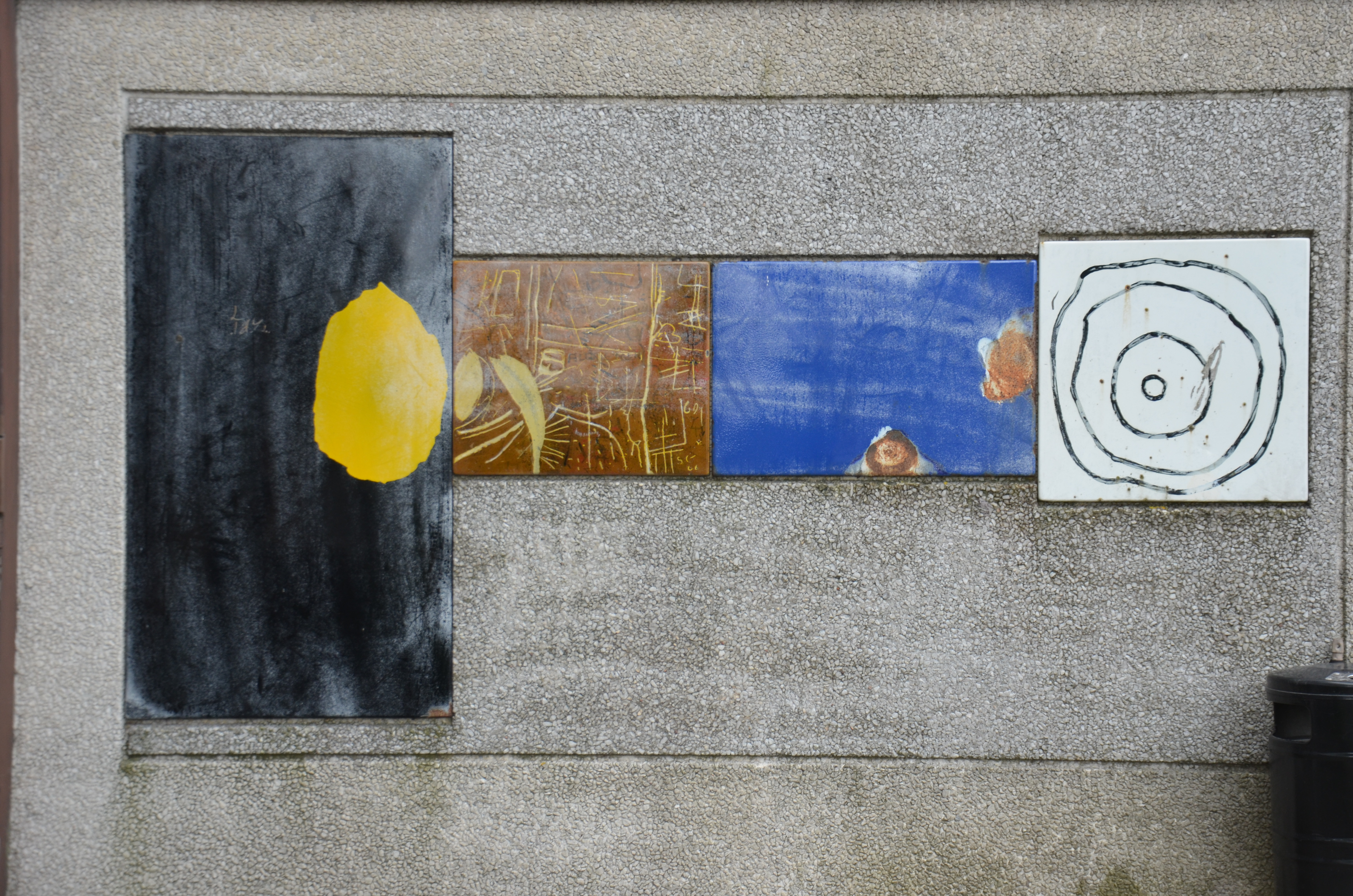
Klotter på Förlandagränd 44 i Östberga

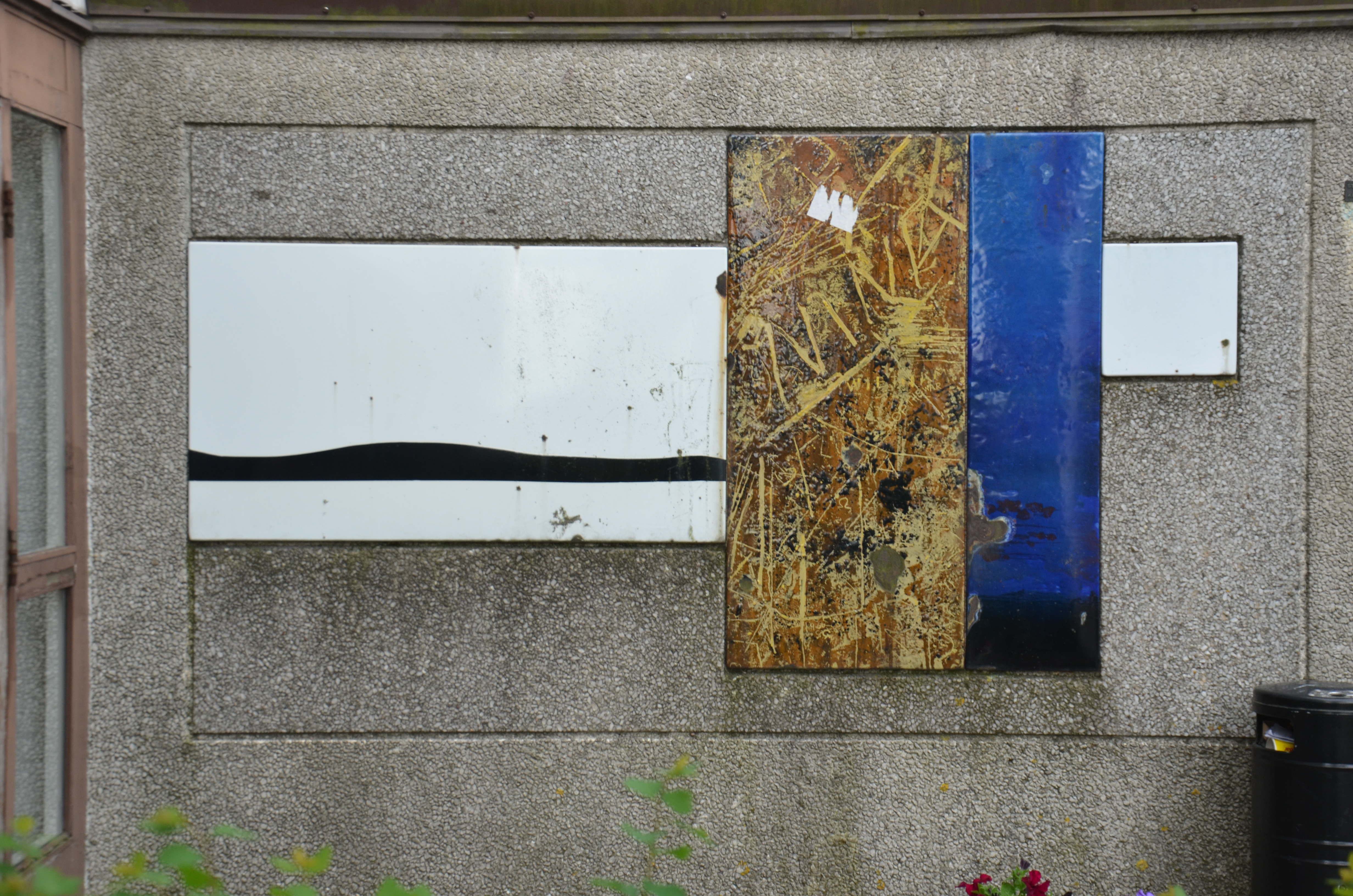
Klotter på Förlandagränd 84i Östberga

Stig Gustav Ghylfe, född 1925 i Hudiksvall, död 2000 i Örebro, var en svensk målare.
Ghylfe studerade vid Konstfackskolan samt genom egna studier utomlands. Han har blivit känd för sina ofta abstrakta emaljarbeten. Han medverkade med emaljmålningar på tre hus i konst på Östbergahöjden 1967-1969.
Ghylfe finns representerad vid bland annat Örebro läns landsting.